# Johannes Maus
Johannes Maus (* 27. Dezember 1916 in Blankenburg bei Berlin; † 5. Februar 1985 in Ost-Berlin) war ein deutscher Hörspielsprecher, Film-, Fernseh- und Theaterschauspieler.

## Leben
Maus gehörte fast 35 Jahre, von 1950 bis zu seinem Tod 1985, zum Schauspielerensemble des Deutschen Theaters in Berlin. Daneben übernahm er zahlreiche Film- und Fernsehrollen. Besondere Bekanntheit erlangte er 1953 durch die Verfilmung der Geschichte vom kleinen Muck, in der er den erwachsenen Muck verkörpert, der den Dorfkindern die Geschichte seines Lebens erzählt.
Vater dreier Kinder. Sohn Claus-Jürgen, Hans-Peter und Tochter Monika.

## Filmografie
- 1951: Die Meere rufen
- 1953: Geheimakten Solvay
- 1953: Jacke wie Hose
- 1953: Die Geschichte vom kleinen Muck
- 1953: Die Unbesiegbaren
- 1954: Ernst Thälmann – Sohn seiner Klasse
- 1954: Stärker als die Nacht
- 1954: Leuchtfeuer
- 1955: Hotelboy Ed Martin
- 1955: Ein Polterabend
- 1955: Der Teufel vom Mühlenberg
- 1955: Das Stacheltier: Frisch Gesellen, seid zur Hand!
- 1957: Tinko
- 1957: Der Fackelträger
- 1959: Ware für Katalonien
- 1959: Im Sonderauftrag
- 1959: Musterknaben
- 1959: Das Feuerzeug
- 1960: Fünf Patronenhülsen
- 1960: Hatifa
- 1961: Das Stacheltier: Ein Pferd müßte man haben (Kurzfilm)
- 1961: Professor Mamlock
- 1961: Vielgeliebtes Sternchen (Fernsehfilm)
- 1962: Königskinder
- 1962/1990: Monolog für einen Taxifahrer (Fernsehfilm)
- 1964: Die Suche nach dem wunderbunten Vögelchen
- 1964: Geliebte weiße Maus
- 1965: Die Abenteuer des Werner Holt
- 1966: Spur der Steine
- 1966: Der Staatsanwalt hat das Wort: Bummel-Benno
- 1967: Die gefrorenen Blitze
- 1968: Die Toten bleiben jung
- 1969: Wie heiratet man einen König?
- 1969: Zeit zu leben
- 1971: Hut ab, wenn du küsst!
- 1971: Polizeiruf 110: Der Fall Lisa Murnau (Fernsehreihe)
- 1971: Der Staatsanwalt hat das Wort: Handelsrisiko (Fernsehreihe)
- 1972: Polizeiruf 110: Das Haus an der Bahn
- 1972: Sechse kommen durch die Welt
- 1972: Polizeiruf 110: Blutgruppe AB
- 1972: Polizeiruf 110: Blütenstaub
- 1972: Die große Reise der Agathe Schweigert (Fernsehfilm)
- 1973: Aber Vati! (Fernsehfilm)
- 1974: Der Staatsanwalt hat das Wort: Eine Nummer zu groß
- 1974: Die Frauen der Wardins (Fernseh-Dreiteiler)
- 1974: Polizeiruf 110: Kein Paradies für Elstern
- 1974: Das Schilfrohr (Fernsehfilm)
- 1975: Mein lieber Mann und ich (Fernsehfilm)
- 1975: Juno und der Pfau (Theateraufzeichnung)
- 1975: Fischzüge (Fernsehfilm)
- 1976: Leben und Tod Richard III. (Theateraufzeichnung)
- 1976: Polizeiruf 110: Vorurteil?
- 1977: Das Versteck (Regie: Frank Beyer)
- 1978: Der Meisterdieb
- 1978: Scharnhorst (Fernsehfilm)
- 1978: Brandstellen
- 1979: Polizeiruf 110: Am Abgrund
- 1980: Komödianten-Emil
- 1982: Melanie van der Straaten (Fernsehfilm)
- 1982: Märkische Forschungen

## Theater
- 1951: Juri Burjakowski: Julius Fucik – Regie: Wolfgang Langhoff (Deutsches Theater Berlin)
- 1953: Alexander Kron: Das tote Tal (Stellv. Gruppenleiter) – Regie: Herwart Grosse (Deutsches Theater Berlin)
- 1955: Alfred Matusche: Die Dorfstraße (Partisan) – Regie: Hannes Fischer (Deutsches Theater Berlin – Kammerspiele)
- 1956: Peter Hacks: Eröffnung des indischen Zeitalters (Bermejo) – Regie: Ernst Kahler (Deutsches Theater Berlin)
- 1958: Erich Maria Remarque: Die letzte Station (Sowjetsoldat) – Regie: Emil Stöhr (Deutsches Theater Berlin – Kammerspiele)
- 1962: Gerhart Hauptmann: Der Biberpelz (Wulkow) – Regie: Ernst Kahler (Deutsches Theater Berlin – Kammerspiele)
- 1962: Nikolai Pogodin: Der Mann mit dem Gewehr (Makuschkin) – Regie: Horst Schönemann (Deutsches Theater Berlin)
- 1964: Horia Lovinescu: Fieber – Regie: Gotthard Müller  (Deutsches Theater Berlin)
- 1964: Peter Hacks (nach Offenbach/Meilhac/Halévy): Die schöne Helena (Ajax 2) – Regie: Benno Besson (Deutsches Theater – Kammerspiele)
- 1965: Jewgeni Schwarz: Der Drache (Mariechen, der Kater) – Regie: Benno Besson (Deutsches Theater Berlin)
- 1965: Sean O’Casey: Der Mond scheint auf Kylenamoe (Lokomotivführer) – Regie: Adolf Dresen (Deutsches Theater Berlin – Kammerspiele)
- 1973: Volker Braun: Die Kipper – Regie: Klaus Erforth/Alexander Stillmark (Deutsches Theater Berlin)
- 1975: Georges Courteline: Der gemütliche Kommissar – Regie: Michael Hamburger (Deutsches Theater Berlin – Kleine Komödie)
- 1975: Georges Courteline: Der Stammgast (Mapipe) – Regie: Michael Hamburger (Deutsches Theater Berlin – Kleine Komödie)

## Hörspiele
- 1959: Rolf H. Czayka: Der Wolf von Benedetto – Regie: Wolfgang Brunecker (Hörspiel – Rundfunk der DDR)
- 1959: Karlernst Ziem/René Ziem: Der Fall Dinah Furner – Regie: Werner Grunow (Kriminalhörspiel – Rundfunk der DDR)
- 1960: Anna und Friedrich Schlotterbeck: An der Fernverkehrsstraße 106 (Soldat) – Regie: Theodor Popp (Rundfunk der DDR)
- 1961: Jane Kavcic: Zug Nr. 612 (Heizer) – Regie: Wolfgang Brunecker (Hörspiel – Rundfunk der DDR)
- 1964: Martine Monod: Normandie-Njemen – Bearbeitung und Regie: Fritz Göhler (Kinderhörspiel – Rundfunk der DDR)
- 1967: Hans Siebe: Spuren im Sand Hempel – Regie: Joachim Staritz (Kriminalhörspiel – Rundfunk der DDR)
- 1968: Day Keene/Warren Brand: Naked Fury – Nackte Gewalt – Regie: Helmut Hellstorff (Kriminalhörspiel – Rundfunk der DDR)
- 1968: Friedrich Wolf: Die Matrosen von Cattaro – Regie: Helmut Hellstorff (Hörspiel – Rundfunk der DDR)
- 1969: Hans Siebe: Der Mitternachtslift (Kriminalleiter) – Regie: Fritz Göhler (Kriminalhörspiel – Rundfunk der DDR)
- 1969: Friedrich Schiller: Die Verschwörung des Fiesco zu Genua (Deutscher der herzoglichen Leibwache) – Regie: Peter Groeger (Hörspiel – Rundfunk der DDR)
- 1969: Fritz Selbmann: Ein weiter Weg – Regie: Fritz-Ernst Fechner (Hörspiel (8 Teile) – Rundfunk der DDR)
- 1969: Dimitar Gulew: Unterwegs zum anderen Ufer (Damjan) – Regie: Helmut Hellstorff (Hörspiel – Rundfunk der DDR)
- 1969: Claude Prin: Potemkin 68 (Arbeiter) – Regie: Edgar Kaufmann (Hörspiel – Rundfunk der DDR)
- 1969: Peter Hacks nach Aristophanes: Der Frieden (1. Sklave) – Regie: Wolf-Dieter Panse (Hörspiel – Rundfunk der DDR)
- 1969: Will Lipatow: Der Dorfdetektiv – Regie: Werner Grunow (Hörspiel – Rundfunk der DDR)
- 1969: Eduard Claudius: Vom schweren Anfang (Maurer Neusel) – Regie: Horst Liepach (Kinderhörspiel – Rundfunk der DDR)
- 1970: Gerhard Jäckel: Die Kandidatin (Handwerker) – Regie: Joachim Gürtner (Hörspiel: Neumann, zweimal klingeln – Rundfunk der DDR)
- 1970: Helga Pfaff: Die Schildbürger (Maurer) – Regie: Horst Liepach (Kinderhörspiel – Rundfunk der DDR)
- 1970: Tschingis Aitmatow: Die Straße des Sämanns (Eisenbahner) – Regie: Werner Grunow (Hörspiel – Rundfunk der DDR)
- 1970: William Shakespeare: Othello – Regie: Gert Andreae (Hörspiel – Rundfunk der DDR)
- 1970: Klaus G. Zabel: Napoleon und die Zöllner (Alter Mann) – Regie: Peter Groeger (Hörspiel – Rundfunk der DDR)
- 1970: Armand Lanoux: Der Hüter der Bienen – Regie: Fritz Göhler (Hörspiel – Rundfunk der DDR)
- 1971: Heinrich Mann: Die Vollendung des Königs Henri Quatre – Regie: Fritz Göhler (Hörspiel – Rundfunk der DDR)
- 1972: Joachim Witte: Die wilden Ritter der Reckeburg (Karl) – Regie: Joachim Gürtner (Hörspielreihe: Neumann, zweimal klingeln – Rundfunk der DDR)
- 1973: Bertolt Brecht: Leben des Galilei – Regie: Fritz Göhler (Hörspiel – Rundfunk der DDR)
- 1973: Linda Teßmer: Am schwarzen Mann (ABV Kornelius) – Regie: Joachim Staritz (Hörspiel – Rundfunk der DDR)
- 1974: Albert Plau: Villa Klamé (Händler) – Regie: Joachim Gürtner (Hörspielreihe: Neumann, zweimal klingeln – Rundfunk der DDR)
- 1974: Augusto Boal: Torquemada – Regie: Peter Groeger (Hörspiel – Rundfunk der DDR)
- 1974: Tom Wittgen: Der Mann mit dem Hocker  (Angler) – Regie: Joachim Gürtner (Hörspielreihe: Neumann, zweimal klingeln – Rundfunk der DDR)
- 1976: Rudolf Bartsch: Der geschenkte Mörder (Angler) – Regie: Fritz-Ernst Fechner (Kriminalhörspiel (Teil 1) – Rundfunk der DDR)
- 1979: Charles Dickens: Der ungebetene Gast – Regie: Horst Liepach (Kinderhörspiel – Rundfunk der DDR)
- 1980: Fritz Rudolf Fries: Der fliegende Mann – Regie: Horst Liepach (Biographie – Rundfunk der DDR)
- 1983: Wolfgang David: Furcht vor Amseln (Wärter) – Regie: Manfred Täubert (Kinderhörspiel – Rundfunk der DDR)
- 1984: Charles Perrault: Riquet und Mirabelle (Edelmann, am Hof Prinz Riquets) – Regie: Karin Lorenz (Kinderhörspiel – Litera)